# Afera
Afera – kontrowersyjne zdarzenie prawne, związane z przestępstwem, często upublicznione w mediach, o dużym zasięgu oddziaływania.
Na wzór afery Watergate nazwy niektórych afer tworzy się dodając słowo gate (z ang. dosł. brama), np. Rywingate, Orlengate, Begergate, Visagate. Pomimo że Watergate jest nazwą miejsca (kompleksu w Waszyngtonie) fragment -gate jest używany jako formant słowotwórczy. Zabieg taki zyskał popularność w Polsce ostatnich lat, a zaczerpnięty został z amerykańskiej publicystyki. Aferę „rozporkową” w USA ochrzczono mianem „Zippergate” lub „Monicagate” (od imienia Moniki Lewinsky), zaś aferę związaną z dostarczaniem broni do Iranu - „Irangate”.

## Rodzaje afer
- dopingowe w sporcie
- korupcyjne
- szpiegowskie
- obyczajowe

## Dzieła kultury o aferach
- 1409. Afera na zamku Bartenstein - film
- Afera na południu - książka Jamesa Lee Burke’a (ISBN 83-86868-33-3)
- Afera naszyjnikowa - film (2001) z udziałem Adriena Brody’ego
- Czarci źleb - film polski z 1959 roku osnuty na kanwie słynnej wówczas afery hrabiego Andrzeja Potockiego, który nielegalnie próbował wywieźć z kraju bezcenną kolekcję dzieł sztuki.
- Afera Thomasa Crowna - film
- Diamentowa afera - film
- Raport Pelikana - film